# NGC 1468
NGC 1468 is een elliptisch sterrenstelsel in het sterrenbeeld Eridanus. Het hemelobject werd op 19 december 1881 ontdekt door de Franse astronoom Édouard Jean-Marie Stephan.

## Synoniemen
- PGC 14004
- MCG -1-10-45
- NPM1G -06.0151